# 케마닛 짜미껀
케마닛 짜미껀(태국어: เขมนิจ จามิกรณ์, 영어: Khemanit Jamikorn, 1988년 5월 27일 ~ )은 태국의 배우, 가수, 모델이다.